# Marcel Aubut
Pour les articles homonymes, voir Aubut.
Marcel Aubut, né le 5 janvier 1948 à Saint-Hubert-de-Rivière-du-Loup (Québec, Canada), est un avocat et homme d'affaires québécois. Il a également été élu président du Comité olympique canadien (COC) le 28 mars 2009.
Il a été propriétaire et président-directeur général des Nordiques de Québec, une ancienne équipe de la Ligue nationale de hockey (LNH) devenue l'Avalanche du Colorado après sa vente. Il fréquente assidûment le Monarque à Montréal.

## Formation et carrière
Marcel Aubut est licencié en droit de l’Université Laval en 1970, il est admis au Barreau du Québec en 1972. En 1976, il devient associé principal chez Beauvais Truchon et Aubut. Il fonde le cabinet Aubut Chabot en 1983, qui fusionnera en 1998 avec Heenan Blaikie. Durant cette période, il devient président du Parc technologique du Québec métropolitain. Il a été membre du conseil d'administration de : Æterna Zentaris, Century Iron Mines Corporation, La Laurentienne et Hydro-Québec,.

## Nordiques de Québec
Marcel Aubut était président des Nordiques lorsque le club de hockey fut vendu à des intérêts américains pour devenir l'Avalanche du Colorado en 1995. Selon le magazine Maclean's, la vente, une déception pour le public québécois, a rapporté à Aubut une somme personnelle de 15 millions de dollars.

## Comité olympique canadien
En 2005, il est élu au conseil d'administration et au comité exécutif du Comité olympique canadien. 
En 2009, il remplace Michael Chambers comme président, et il est réélu en 2014 pour un deuxième mandat. Avant cette nomination, jamais un francophone n'avait occupé ce poste au COC en plus de 100 ans (le COC est fondé au début du XXe siècle). Il dirige l’ouverture d’une Maison olympique canadienne à Montréal.

### Controverse
Le 30 septembre 2015, une plainte de harcèlement sexuel est déposée contre Marcel Aubut auprès du Comité olympique canadien alors qu'il agissait à titre de président. Dans les jours suivants, deux autres femmes portent plainte également,.  
Le 3 octobre 2015, Marcel Aubut démissionne du Comité olympique canadien. Le 9 octobre 2015, lors d'une déclaration publique, il présente ses excuses « sans réserve » à toutes les personnes qui ont été blessées par son comportement et annonce qu'il a pris la décision de quitter le cabinet d'avocats BCF. Les événements ont soulevé un débat de société sur les institutions qui banalisent les comportements harcelants envers les femmes, comme l’a fait le Comité olympique canadien.
Un aréna portait son nom dans son village natal. En novembre 2015, les élus du lieu retirent cet honneur.

## Distinctions
- 1986 -  Membre de l'Ordre du Canada
- 1993 -  Officier de l'Ordre du Canada
- 2002 - Médaille du jubilé d'or de la reine Élisabeth II
- 2006 -  Officier de l'Ordre national du Québec
- 2006 - Médaille de l'Assemblée nationale[14]
- 2008 - Avocat émérite du Barreau du Québec
- 2012 - Médaille du jubilé de diamant de la reine Élisabeth II